# Шуришкарське сільське поселення
Шуришка́рське сільське поселення (рос. Шурышкарское сельское поселение) — сільське поселення у складі Шуришкарського району Ямало-Ненецького автономного округу Тюменської області Росії.
Адміністративний центр — село Шуришкари.
Населення сільського поселення становить 808 осіб (2017; 863 у 2010, 883 у 2002).

## Склад
До складу сільського поселення входять:
| Населений пункт      | Населення, осіб (2002) | Населення, осіб (2010) |
| -------------------- | ---------------------- | ---------------------- |
| Лохпотгорт, присілок | 17                     | 12                     |
| Порисьгорт, присілок | 0                      | -                      |
| Унсельгорт, село     | 65                     | 56                     |
| Шуришкари, село      | 818                    | 795                    |